# Gutenzell-Hürbel
Gutenzell-Hürbel est une commune de Bade-Wurtemberg (Allemagne), située dans l'arrondissement de Biberach, dans la région Donau-Iller, dans le district de Tübingen.

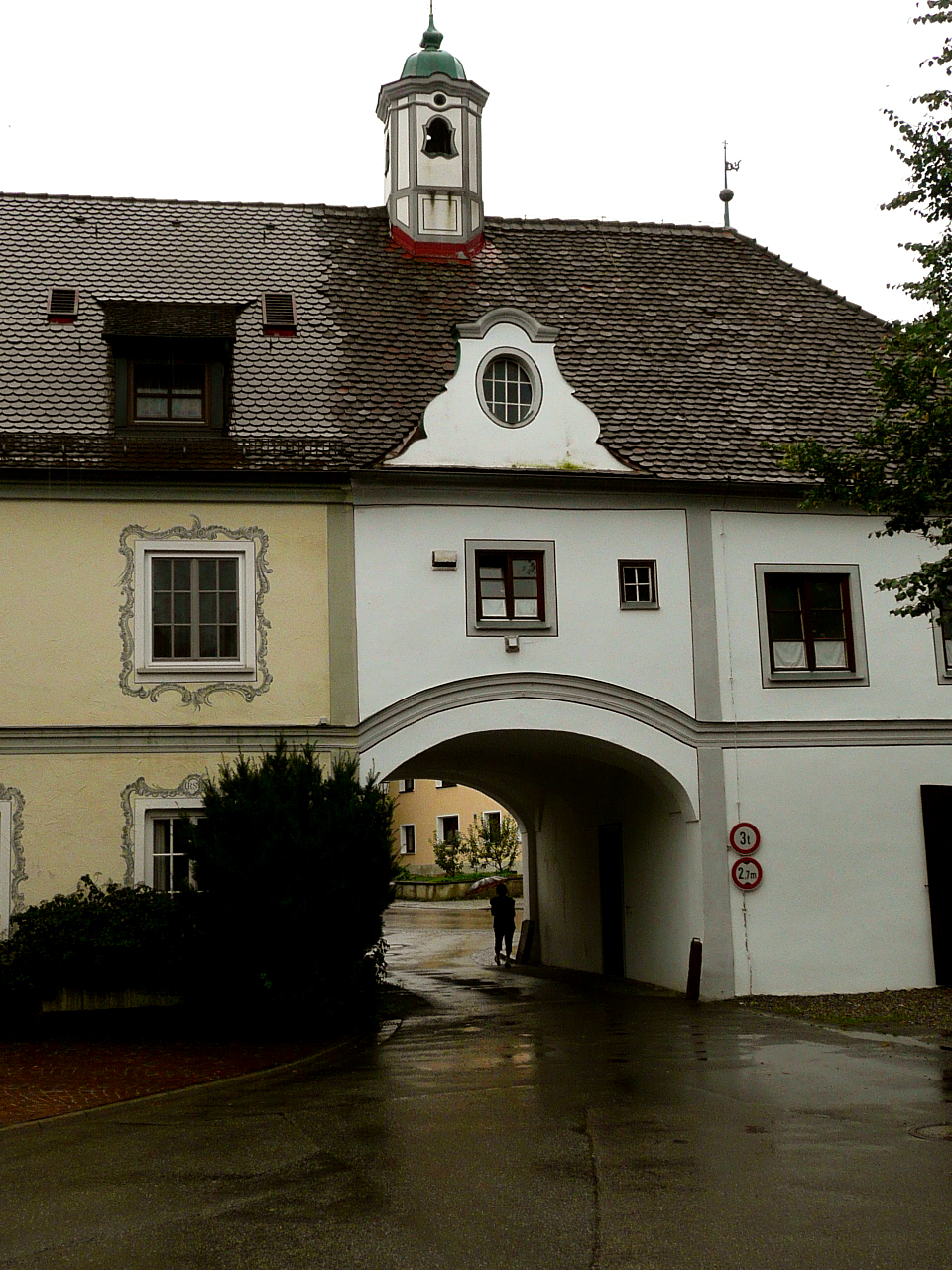
Entrée du cloître